# Bogumiła Mucha-Leszko
Bogumiła Marianna Mucha-Leszko (ur. 1 kwietnia 1945 w Wilczyskach) – polska emerytowana ekonomistka, profesor zwyczajny Uniwersytetu Marii Curie-Skłodowskiej, była kierownik Katedry Gospodarki Światowej i Integracji Europejskiej Wydziału Ekonomicznego UMCS.
Ekspert Komisji Europejskiej ds. propagowania wiedzy o Unii Gospodarczej i Walutowej w nowych krajach członkowskich (członek grupy Euro Team).

## Wykształcenie
Jest absolwentką Wydziału Finansów i Statystyki Szkoły Głównej Planowania i Statystyki w Warszawie z 1969. Stopień doktora nauk ekonomicznych otrzymała w Wyższej Szkole Ekonomiczno-Finansowej w Leningradzie (1974).
Stopień doktora habilitowanego nauk ekonomicznych – Wydział Ekonomiczny UMCS, Lublin (1987); tytuł profesora nauk ekonomicznych – 11 lutego 2009.
Specjalizacja naukowa i dydaktyczna: ekonomia międzynarodowa, międzynarodowe stosunki gospodarcze, gospodarka światowa, biznes międzynarodowy, handel międzynarodowy, finanse międzynarodowe, ekonomia integracji europejskiej, integracja rynkowa i walutowa.

## Najważniejsze publikacje
- B. Mucha-Leszko, Strefa euro. Wprowadzanie, funkcjonowanie, międzynarodowa rola euro, Wydawnictwo UMCS, Lublin 2007.
- B. Mucha-Leszko (red.), Współczesna gospodarka światowa. Główne centra gospodarcze, Wydawnictwo UMCS, Lublin 2005.
- B. Mucha-Leszko (red.), Pozycja Unii Europejskiej w handlu międzynarodowym. Dynamika i struktura obrotów, konkurencyjność, główni partnerzy, Wydawnictwo UMCS, Lublin 2009.
- B. Mucha-Leszko (red.), Gospodarka i polityka makroekonomiczna strefy euro w latach 2008-2010. Skutki kryzysu i słabości zarządzania, Wydawnictwo UMCS, Lublin 2011.
- B. Mucha-Leszko (red.), Pozycja gospodarcza Polski w Unii Europejskiej, Wydawnictwo UMCS, Lublin 2014.

## Zagraniczne staże naukowe:[1]
- Stany Zjednoczone: Massachusetts State College System, Boston; Bluffton College, Department of Economics, Ohio
- ZSRR: Uniwersytet w Kijowie
- Wielka Brytania: Nuffield College, Oxford; University of Hull, European Studies Department; University of Sussex, European Studies Department, Brighton
- Norwegia: Norwegian School of Economics and Business Administration, Department of Marketing, Bergen
- Włochy: Uniwersytet Europejski we Florencji
- Holandia: Agricultural University, Department of Marketing, Wageningen
- Irlandia: University College Dublin, European Studies Department/ Department of Marketing